# Berijev Be-103
Berijev Be-103 je ruský dvoumotorový obojživelný dopravní letoun dolnoplošné koncepce z devadesátých let 20. století.

## Vývoj

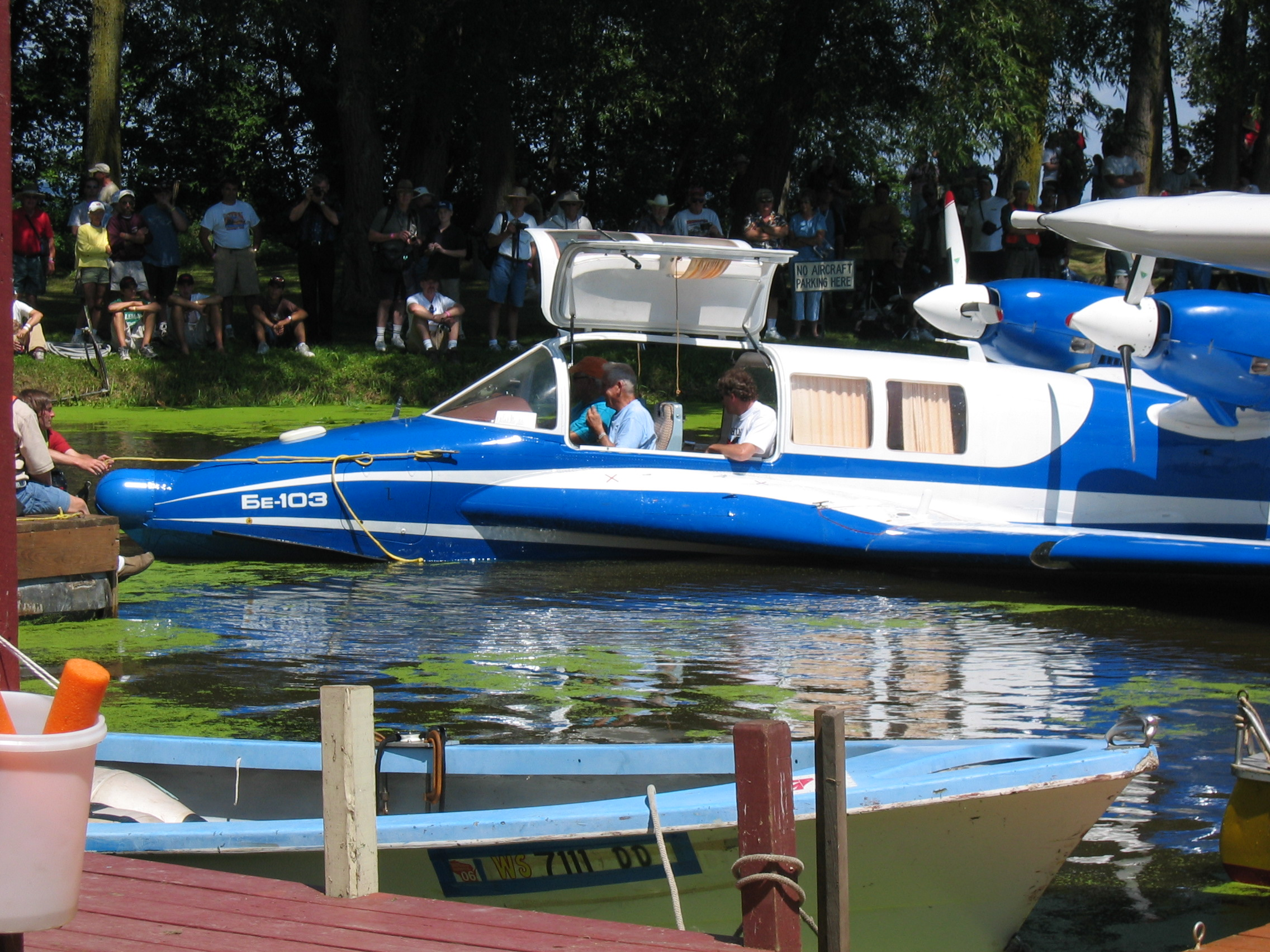
Berijev Be-103

Vývoj letounu započal v roce 1992 v konstrukční kanceláři TANTK G. M. Berijev v Taganrogu.
První prototyp (RA-37019) stroje vzlétl 15. července 1997 s továrním zalétavačem V. Uljanovem. Pohon zajišťovala dvojice amerických motorů Teledyne Continental TCM IO-360ES4 o výkonu po 157 kW s třílistými stavitelnými vrtulemi MTV-12/CFR183-17. Již 18. srpna při devatenáctém zkušebním letu došlo k havárii, kterou pilot Uljanov nepřežil.
Druhý prototyp (RA-03002) tak se značným zpožděním poprvé vzlétl až 24. září 1998. V dubnu 1999 došlo po předváděcí akci na aerosalonu v německém Friedrichshafenu k další havárii s následnou smrtí zalétavacího pilota V. P. Lubenskiho. Příčinou se stala závada na nastavování úhlu náběhu vrtulových listů a zničení druhého vyrobeného stroje nedaleko Straubingu. Po této druhé tragické nehodě došlo ke jmenování nového šéfkonstruktéra, kterým se stal N. A. Navro.
Třetí prototyp již měl instalovaný povětrnostní radar na přídi a v průběhu roku 2000 se do letových zkoušek zapojil také čtvrtý prototyp.
Od roku 2002 se začala rozjíždět sériová výroba Be-103 v podniku KnAAPO v Komsomolsku na Amuru na ruském Dálném východě. Jeho využití je zejména pro přepravu pěti osob, avšak je možno jej užít pro vojenské i civilní účely.

## Specifikace

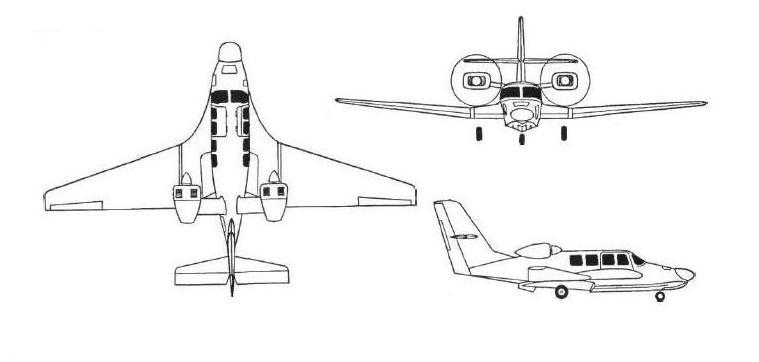
Třípohledový nákres Be-103

### Technické údaje
- Osádka: 1
- Kapacita cestujících: 5
- Rozpětí: 12,72 m
- Délka: 10,65 m
- Výška: 3,72 m
- Nosná plocha: 25,1 m²
- Hmotnost prázdného letounu: 1760 kg
- Max. vzletová hmotnost: 2270 kg
- Pohonná jednotka: 2 × Teledyne Continental TCM IO-360ES4

### Výkony
- Maximální rychlost: 250 km/h
- Cestovní rychlost: 220 km/h
- Dostup: 3000 m
- Dolet: 590 km
- Maximální dolet: 1280 km